# Höcke. Und seine Hintermänner
Höcke. Und seine Hintermänner ist ein Dokumentarfilm bzw. eine Reportage von Willem Konrad, Katja Riedel, Jana Heck und Hannes Vogel produziert von WDR und NDR für die ARD aus dem Jahr 2024. Die Ausstrahlung der Dokumentation, die sich mit dem Spitzenkandidaten der AfD Thüringen für die Landtagswahl 2024, Björn Höcke, befasst, erfolgte wenige Wochen vor der Landtagswahl in Thüringen 2024 am 1. September 2024. Die Dokumentation zeigt Höckes Vernetzung in der Neu-Rechten-Bewegung und zu deren Chefideologen Götz Kubitschek auf.

## Inhalt
Journalisten von WDR und NDR gehen in der Reportage mehreren Fragen nach: „Wer ist Björn Höcke eigentlich? Woher kommt seine Gesinnung, sein Deutschlandbild, sein Weltbild? Und: Steckt Höcke hinter Höcke oder ist er die Galionsfigur einer viel größeren Bewegung? Wird er gesteuert oder steuert er die AfD? Und: Wo steuert er hin?“
Es werden Zitate aus Höckes Buch Nie zweimal in denselben Fluss, Ausschnitte aus seinen Reden und Interviews mit ihm eingespielt; Höcke hatte ein Interview mit den Reportern abgelehnt und nicht auf Anfragen reagiert. Es kommentieren der ehemalige AfD-Politiker Jörg Meuthen, der Soziologe und Publizist Andreas Kemper, Christian Fuchs, Journalist der Zeit und der Journalist Martin Debes. Zu Wort kommen auch der frühere CDU-Politiker und heutiges Mitglied der AfD, Martin Hohmann, der von ersten Begegnungen und Erfahrungen mit Björn Höcke und dessen Vernetzungen in der Neu-Rechten Szene berichtet, unter anderem zu Götz Kubitschek. Dieser kommt auch zu Wort.
Der Dokumentarfilm stellt auch die Verbindung zwischen Höcke und dem militanten deutschen Neonazi Thorsten Heise dar. In diesem Zusammenhang wird die These diskutiert, dass Höcke unter dem Pseudonym Landolf Ladig in Heises Publikationen veröffentlichte, was laut Gutachten des Bundesamts für Verfassungsschutz zur AfD vom 15. Januar 2019 als „nahezu mit Gewissheit anzunehmen“ ist.
Die Reportage zeigt, dass Björn Höcke Krisen als Chancen nutzt, um an Popularität und Macht zu gewinnen, wobei er Konzepte und Ideen des Chef-Ideologen Götz Kubitschek aufgreift und in die Praxis umsetzt.

## Erstausstrahlung
Die Erstausstrahlung erfolgte am 19. August 2024 im NDR.